# 新莲浦站
新蓮浦站（：／ Sillyŏnp'o yŏk */?）是朝鮮民主主義人民共和國平安南道顺川市蓮浦洞的一個鐵路車站，属于平罗线和戴建線。

## 邻近车站
平罗线
顺川站 - 新蓮浦站 - 殷山站
戴建線
新蓮浦站 - 戴建站